# Snow Queen Vodka
Snow Queen Vodka  je votka koja se proizvodi u Kazahstanu. Dobiva se peterostrukom destilacijom pšenice, a proizvođač tvrdi da je za poseban okus ove vodke zaslužna i prirodna izvorska voda iz podnožja Himalaja i ugljen od breze koji upotrebljavaju pri destilaciji.
Od 2007. godine Snow Queen Vodka je dobila mnogo međunarodnih nagrada na većim izložbama, među kojima se ističe 10 zlatnih medalja za kvalitetu.